# La Mojarra

La Mojarra e outros sítios do período clássico.

La Mojarra é um sítio arqueológico no estado mexicano de Veracruz, situado próximo da costa do golfo do México numa curva do rio Acula. Foi ocupado de modo continuado desde o período formativo tardio (cerca 300 a.C.) até talvez 1000 d.C. 
Apesar de ser um sítio pequeno, La Mojarra praticamente não foi escavado. Cobre cerca de 1 km² e consiste de pequenos montículos e uma praça modesta. No período clássico foram construídos três fornos para proceder à cozedura de olaria alaranjada. 
Apesar de tudo, La Mojarra e o seu entorno deram ao mundo dois importantes artefactos epiolmecas: a estela 1 de La Mojarra e a estatueta de Tuxtla. Ambos artefactos contêm o que foi classificado como escrita epiolmeca bem como datas muito antigas em contagem longa.